# Zawada (powiat łęczycki)
Zawada – wieś w Polsce położona w województwie łódzkim, w powiecie łęczyckim, w gminie Łęczyca.
Wieś szlachecka położona była w drugiej połowie XVI wieku w powiecie łęczyckim województwa łęczyckiego. W latach 1975–1998 miejscowość należała administracyjnie do województwa płockiego.

## Części wsi
| SIMC    | Nazwa        | Rodzaj    |
| ------- | ------------ | --------- |
| 0570571 | Zawada Górna | część wsi |

## Zabytki
Według rejestru zabytków NID na listę zabytków wpisany jest obiekt:
- wiatrak koźlak, na dz. nr 115/1, 1 poł. XIX w., 1900, nr rej.:A/32 z 22.01.2007